# Пангша (подокруг)
Пангша (бенг. পাংশা, англ. Pangsha) — подокруг в центральной части Бангладеш. Входит в состав округа Раджбари. Образован в 1863 году. Административный центр — город Пангша. Площадь подокруга — 453,25 км². По данным переписи 1991 года численность населения подокруга составляла 317 752 человека. Плотность населения равнялась 765 чел. на 1 км². Уровень грамотности населения составлял 23,1 %. Религиозный состав: мусульмане — 89,12 %, индуисты — 10,4 %, прочие — 0,48 %.